# Universidad de Deusto

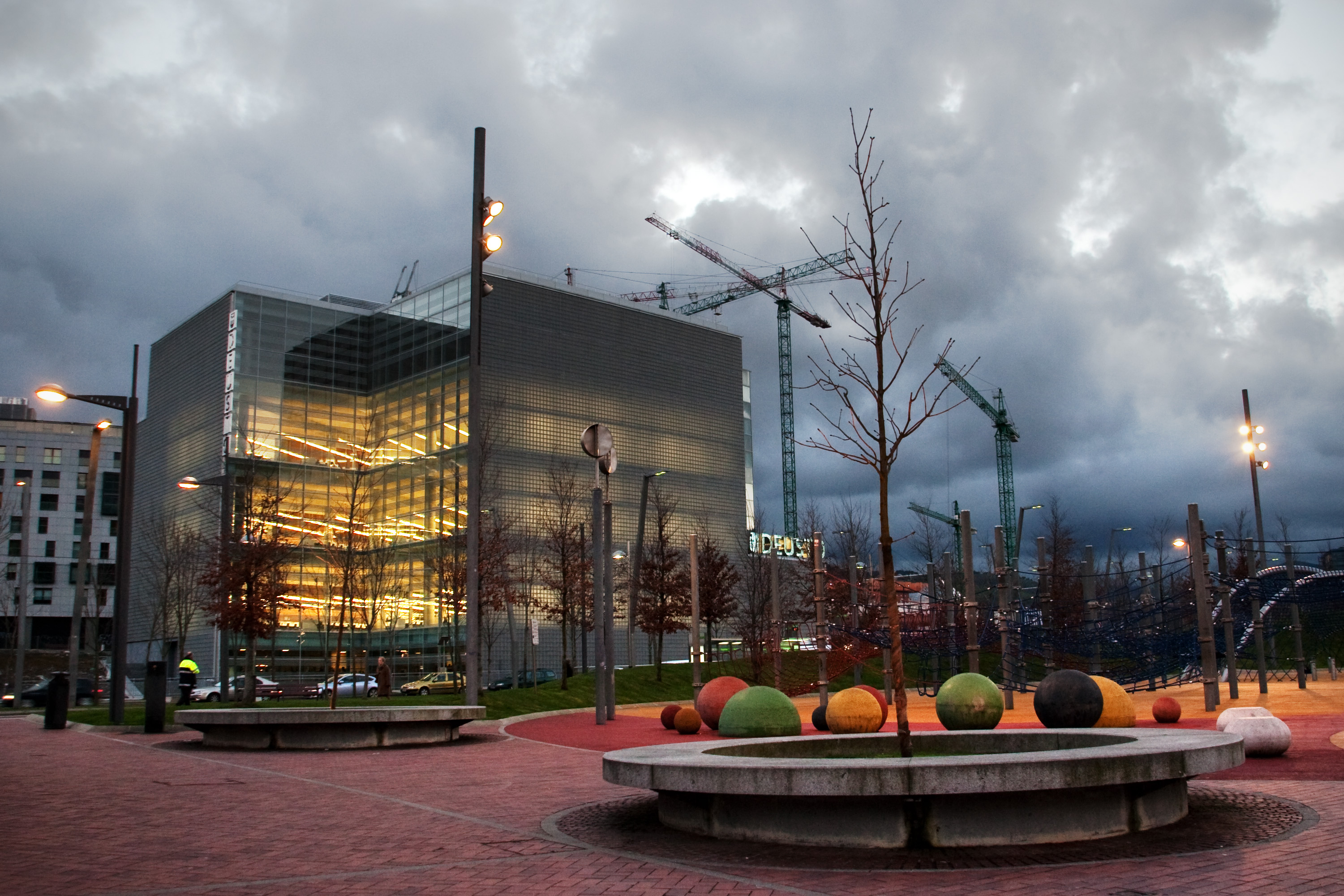
Das neue Gebäude der Universitätsbibliothek

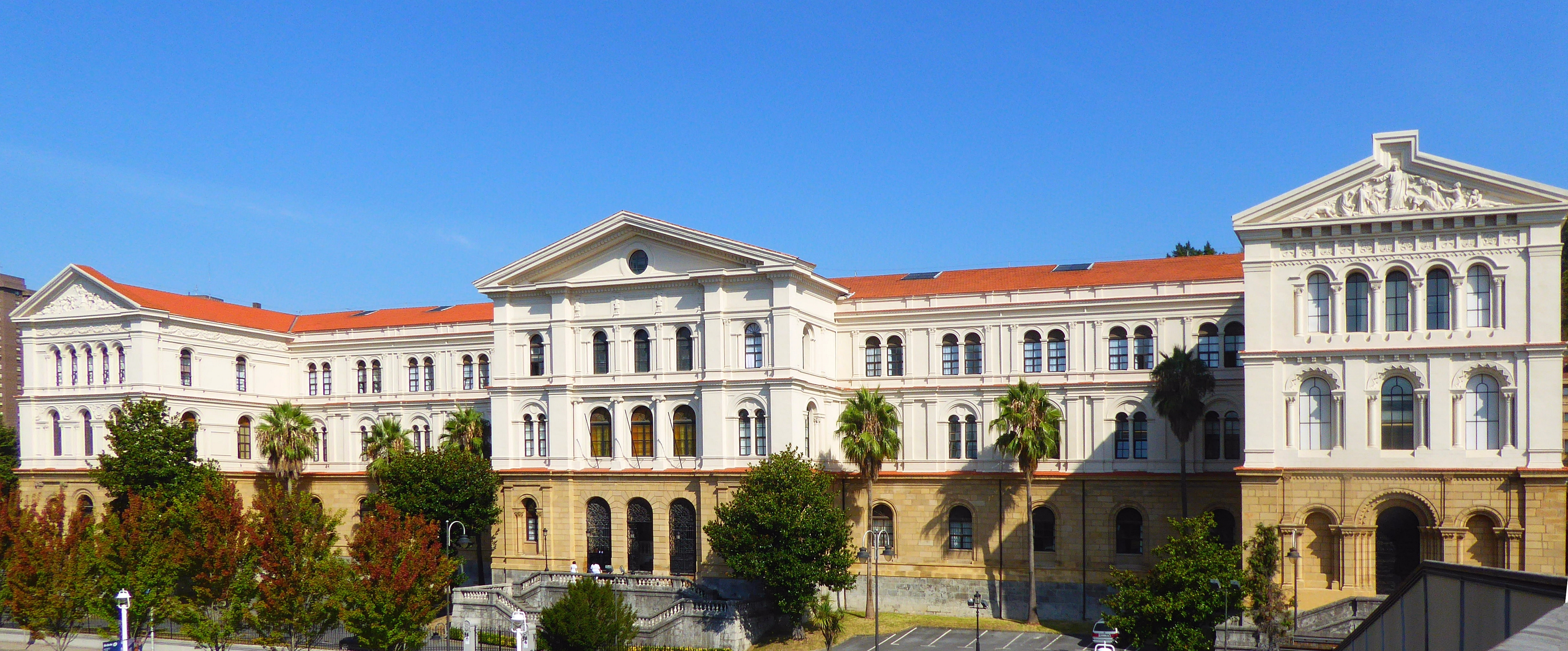
Das alte Gebäude der Universität de Deusto in Bilbao am Ufer des Nervion

Die Universidad de Deusto in Bilbao und San Sebastian ist eine Hochschule im Baskenland (Spanien). Seit der Gründung 1886 gilt sie als eine Pionierin des spanischen Hochschulbetriebs; dies gilt insbesondere für den Bereich Wirtschaftswissenschaften. Die hochschuleigene Deusto Business School verfügt zudem über einen Sitz in Madrid.
Die Hochschule wird privat finanziert und geführt, Träger ist der Jesuitenorden. Die Universidad de Deusto ist dem Verband UNIJES angeschlossen.
Studenten können an den akademischen Programmen, Masterstudien, Zusatzausbildungen und Sprachkursen teilnehmen. Die Universität bietet auch internationale Studiengänge an, wie z. B. fünf Masterstudiengänge im Rahmen des Programms Erasmus Mundus in Kooperation mit anderen Hochschulen. Insgesamt beinhaltet die Studierendenschaft 17 % ausländische Studenten.

## Vision

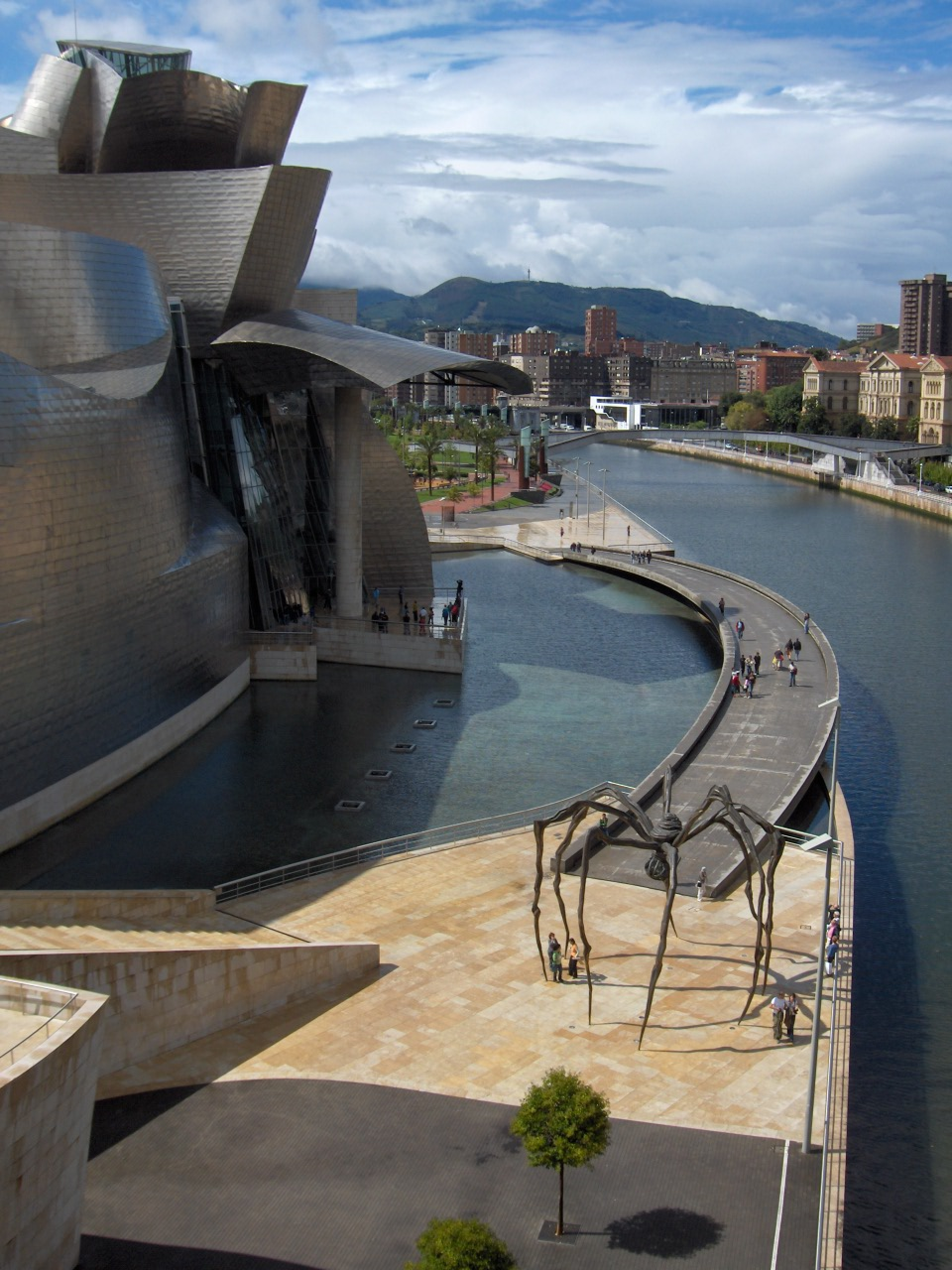
Blick vom Guggenheim-Museum auf das Hauptgebäude in Bilbao

Die Universität setzt in ihrer Vision das Streben nach akademischen Spitzenleistungen, ethischen und humanistischen Werten an die vorderste Stelle.

„Eine Universität, die durch ihre akademischen Spitzenleistungen gesellschaftlich anerkannt und die der Gesellschaft im Besonderen dadurch dient, dass sie ihr umfassend ausgebildete Studenten als Persönlichkeiten, Bürger und Fachleute zur Verfügung stellt.
Eine Universität bekannt durch ihre Kontinuität in der Entwicklung und Vermittlung der ethischen und humanistischen Werte des UD Universitätsprojekts und der christlichen Vision, durch die sie entstanden ist und die ihr eine besondere Verbundenheit zu den Benachteiligten gibt.
Eine Universität mit einer effizienten Organisation, die den raschen gesellschaftlichen Veränderungen voraus ist und die den sozialen und kulturellen Veränderungen der baskischen Gesellschaft verpflichtet und international hoch angesehen ist.“

## Geschichte

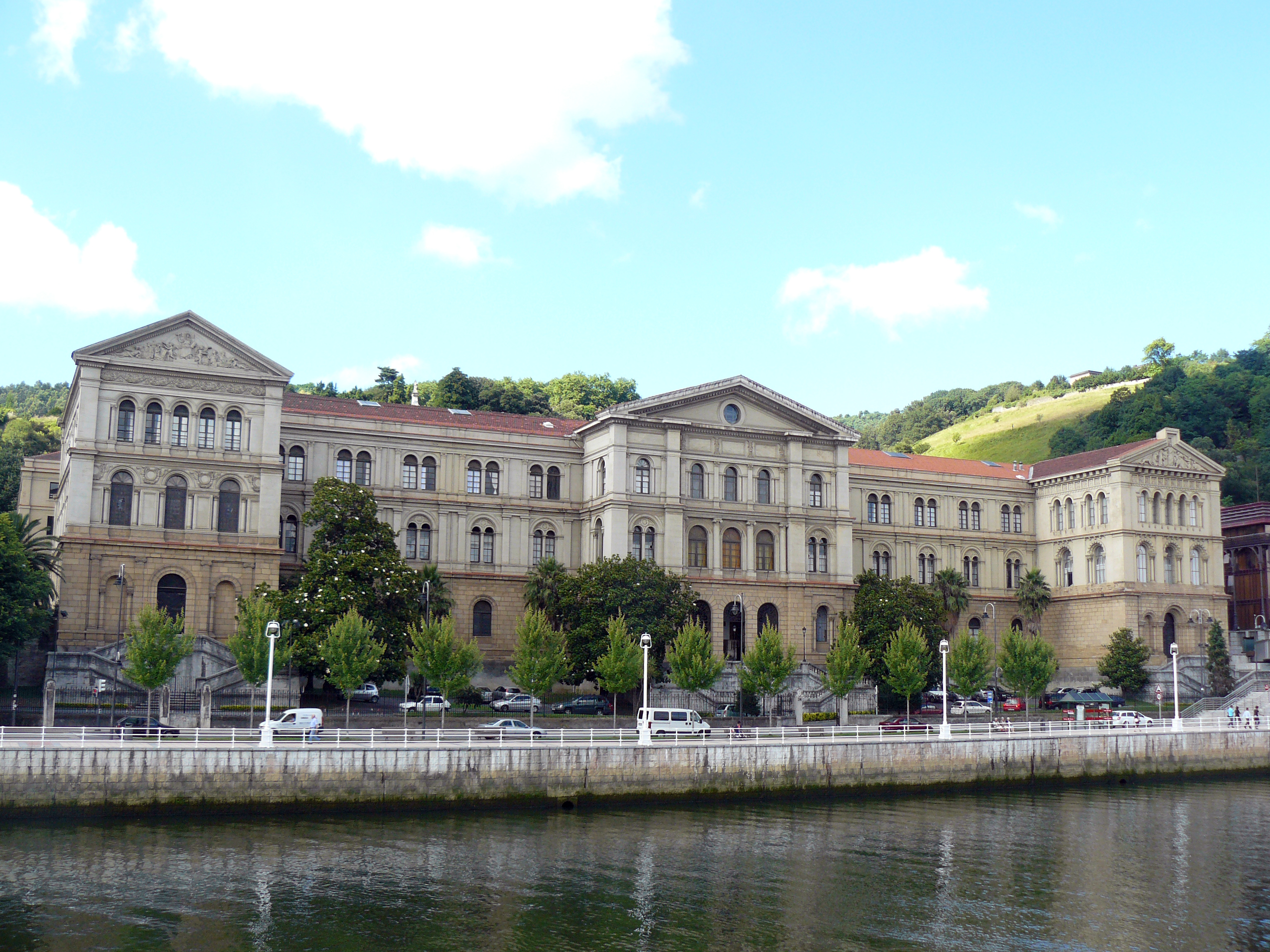
Hauptgebäude in Bilbao

Die Universität wurde 1886, als erste baskische Universität, im damaligen vizcayinischen Elizate Deusto (heute ein Teil Bilbaos) gegründet. Die bereits bestehende Schule der Jesuiten in Laguardia wurde aufgewertet und nun als Universität neu gegründet. Mit dem Neubau des Architekten Marquess de Cuba, zu dieser Zeit das größte Gebäude in der Stadt, verlegten die Jesuiten ihre bereits bestehende Schule vom Stadtteil Laguardia in das Zentrum von Deusto, heute Bilbao. Das betriebswirtschaftliche Institut der Universität wurde 1916 gegründet und blieb nahezu 50 Jahre einzigartig in Spanien, 1973 wurde es in die Fakultät Ökonomie und Betriebswirtschaftslehre überführt.

## Institutionstyp und Abschlüsse
Laut Anabin entspricht die Universidad de Deusto dem Institutionstyp H+. 

„Die Institutionen dieses Typs sind im jeweiligen Herkunftsland in maßgeblicher Weise als Hochschulen anerkannt (akkreditiert, attestiert u. a.) und ausgehend davon in Deutschland als Hochschulen anzusehen.“

Vier klassifizierte Abschlüsse werden verliehen, wobei drei als Licenciado und einer als Diplomado verliehen werden. Liecenciado ist das Äquivalent zu dem deutschen Diplomgrad Univ., Diplomado entspricht dem deutschen Diplomgrad (FH).
- Diplomado en Educación Social (Sozialpädagogik)
- Licenciado en Administración y Dirección de Empresas (Lizentiat der Betriebsverwaltung und -leitung)
- Licenciado en Antropologia Social y Cultural (Lizentiat in Sozial- und Kulturanthropologie)
- Licenciado en Ciencias Politicas y de la Administracion (Lizentiat der politischen und Verwaltungswissenschaften)

## European Credit Transfer System (ECTS)
Die Universität führte das European Credit System im Jahr 1994 ein, zu diesem Zeitpunkt war die Universidad de Deusto zusammen mit University of St Andrews die erste Hochschule Europas, die das ECTS durchgängig in allen Fakultäten eingeführt hatte.

## Persönlichkeiten der Deusto

### Lehrkörper
- Pedro Arrupe (1907–1991), Generaloberer der Gesellschaft Jesu (1965–1981)
- Francisco Gárate, seliggesprochener Jesuit
- Xabier Arzalluz (* 1932), baskischer Politiker, Professor für Rechtswissenschaften
- Andrés Ortíz-Osés (* 1943), Philosoph

### Bekannte Absolventen
- José Antonio Aguirre (1904–1960), baskischer Politiker und erster Präsident des Baskenlandes
- Jesús Hernández Aristu (* 1943), spanischer Sozialwissenschaftler, Supervisor SG und Hochschullehrer
- Emilio Botín (1934–2014), spanischer Bankier
- Mario Conde (* 1948), Geschäftsmann
- Espido Freire (* 1974), spanische Schriftstellerin
- Joaquín Almunia (* 1948), spanischer Politiker und Mitglied der Europäischen Kommission
- Álex de la Iglesia (* 1965), spanischer Filmregisseur und Drehbuchautor